# Tachysurus argentivittatus
Tachysurus argentivittatus är en fiskart som först beskrevs av Regan, 1905.  Tachysurus argentivittatus ingår i släktet Tachysurus och familjen Bagridae. IUCN kategoriserar arten globalt som livskraftig. Inga underarter finns listade i Catalogue of Life.